# Mercedes-Benz Intouro
L’Intouro (désignation du type O 560) est un autocar interurbain produit par la division bus du groupe Mercedes-Benz depuis 1999.

## Historique
La première génération de l'Intouro a été produite à partir de 1999 par Mercedes-Benz Türk A.S.
Fin 2006, la deuxième génération de l'Intouro est présentée et commence à être produite courant 2007 en tant que successeur du Conecto.
En 2014, l'Intouro adopte une nouvelle motorisation de type OM 936 en deux niveaux de puissance : 220 kW ou 260 kW ; respectant la norme Euro 6.
En 2015, l'Intouro bénéficie d'un léger restylage qui concerne principalement la face avant.
En septembre 2020, la troisième génération de l'Intouro est présentée. Elle vise à remplacer l'ancienne génération, mais également les gammes UL et business de Setra. Le nouvel Intouro est disponible en quatre longueurs différentes, et ses motorisations se conforment à la norme européenne Euro 6E.
En 2022, une motorisation hybride est lancée sur toutes les versions de l'autocar.

## Les différentes versions

### Intouro
Lancé en 2007, l'Intouro est la version de base de l'autocar, d'une longueur de 12,14 mètres.
En 2020, cette version classique de l'Intouro reste au catalogue. Elle s'allonge de quelques centimètres afin d'atteindre une longueur de 12,18 mètres.

### Intouro M
L'Intouro M est lancé en 2007, afin d'offrir plus de places assises que la version standard de l'Intouro. Initialement long de 12,98 mètres, il est raccourci à 12,64 mètres, en 2013, à la sortie de l'Intouro L.
En 2020, l'Intouro M passe à 13,09 mètres de longueur.

### Intouro E / ME
Lancés en 2007, les Intouro E et Intouro ME sont les déclinaisons scolaires respectives des Intouro et Intouro M. Ils remplacent ainsi les Conecto E et Conecto ME dans la gamme d'autocars Mercedes-Benz. La production cesse en 2013.

### Intouro L
Il s'agit de la version longue de l'Intouro, d'une longueur de 13,32 mètres, apparue en 2013.
En 2020, l'Intouro L reste la version longue de l'autocar, mais avec une longueur portée à 14,88 mètres, et la présence d'un troisième essieu à l'arrière.

### Intouro K
D’une longueur de 10,75 mètres, l'Intouro K est lancé en 2020, afin de remplacer les modèles courts du groupe EvoBus (notamment dans la gamme UL de Setra). 

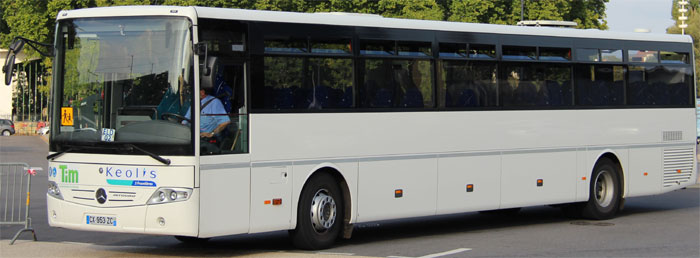
Un Intouro L de Keolis 3 Frontières

## Commercialisation
En octobre 2016, EvoBus France a annoncé avoir livré le 10 000e Intouro depuis son lancement. Et parmi ces 10 000 exemplaires, plus de 6400 ont été commercialisés en France.